# Tell Me Your Wish (Genie) (singolo)
Tell Me Your Wish (Genie) (소원을 말해봐 (Genie)), o semplicemente Genie sul mercato giapponese è un brano musicale del gruppo di idol sudcoreano Girls' Generation, pubblicato come singolo il 22 giugno 2009. Il brano rappresenta anche il debutto delle Girls' Generation sul mercato giapponese, dove è stato pubblicato l'8 settembre 2010 e dove è stato certificato disco di platino. Il brano ha inoltre vinto il Golden Disk Awards 2009 come canzone dell'anno.

## Tracce
Download digitale
1. Tell Me Your Wish (Genie)

CD singolo
1. Genie (Giapponese) - 3:44
2. Tell Me Your Wish (Genie) (Coreana) - 3:49
3. Genie (Strumentale) - -3:44

Durata totale: 11:17

## Classifiche
| Classifica (2011)                 | Posizione massima |
| --------------------------------- | ----------------- |
| Circle Chart                      | 1                 |
| Oricon Weekly singles             | 4                 |
| Billboard Billboard Japan Hot 100 | 4                 |
| RIAJ Digital Track Chart          | 8                 |